# Loso's Way
Albums de Fabolous
From Nothin' to Somethin'
(2007) There Is No Competition 2: The Grieving Music Mixtape
(2010)
Singles
1. Throw It in the Bag
Sortie : 12 mai 2009
2. My Time
Sortie : 12 mai 2009
3. Everything, Everyday, Everywhere
Sortie : 22 septembre 2009
4. Money Goes, Honey Stay (When the Money Goes Remix)
Sortie : 11 novembre 2009

Loso's Way est le cinquième album studio de Fabolous, sorti le 28 juillet 2009.
L'album s'est classé 1er au Billboard 200, au Top R&B/Hip-Hop Albums et au Top Rap Albums.

## Liste des titres
| No  | Titre | Contient un (des) sample(s) de                                                                                  | Durée |
| --- | --- | --- | ----- |
| 1.  | The Way (Intro) (Produit par StreetRunner)                                                                     | | 4:09  |
| 2.  | My Time (featuring Jeremih – Produit par The Runners et Kevin « KC » Cossom)                                   | | 4:00  |
| 3.  | Imma Do It (featuring Kobe – Produit par DJ Khalil)                                                            | | 3:59  |
| 4.  | Feel Like I'm Back (Produit par J.U.S.T.I.C.E. League)                                                         | | 4:28  |
| 5.  | Everything, Everyday, Everywhere (featuring Keri Hilson – Produit par Ryan Leslie)                             | | 4:07  |
| 6.  | Throw It in the Bag (featuring The-Dream – Produit par Christopher « Tricky » Stewart et The-Dream)            | | 3:51  |
| 7.  | Money Goes, Honey Stay (When the Money Goes Remix) (featuring Jay-Z – Produit par Jermaine Dupri et Sami Wilf) | | 3:45  |
| 8.  | Salute (featuring Lil Wayne – Produit par Rico Law)                                                            | | 4:27  |
| 9.  | There He Go (featuring Paul Cain, Red Café et Freck Billionaire – Produit par Blackout Movement)               | | 4:31  |
| 10. | The Fabolous Life (featuring Ryan Leslie – Produit par Ryan Leslie)                                            | | 4:07  |
| 11. | Makin' Love (featuring Ne-Yo – Produit par Jermaine Dupri et No I.D.)                                          | Brokenhearted de Brandy featuring Wanya Morris                                                                  | 4:07  |
| 12. | Last Time (featuring Trey Songz – Produit par Jermaine Dupri et LRoc)                                          | | 4:10  |
| 13. | Pachanga (Produit par Sid V)                                                                                   | You Know How to Make Me Feel So Good d'Harold Melvin & the Blue Notes featuring Sharon Paige The Message de Nas | 4:14  |
| 14. | Lullaby (Produit par The Alchemist)                                                                            | | 4:19  |
| 15. | Stay (featuring Marsha Ambrosius – Produit par Syience)                                                        | | 3:41  |
| 16. | I Miss My Love (Produit par Sean C & LV)                                                                       | I Love You Baby de Puff Daddy featuring Black Rob                                                               | 5:49  |

| 17. | A Toast to the Good Life (Produit par L Pro)      | 2:25 |
| 18. | Welcome to My Workplace (Produit par Sean C & LV) | 1:52 |

| 17. | Never Let It Go (featuring Keys – Produit par DJ Khalil) | 4:13 |
| 18. | Bang Bang (Produit par Sean C & LV)                      | 2:16 |